# Tarao
Pour les articles homonymes, voir Tarao (homonymie).
Tarao est le héros éponyme d’une série de bande dessinée, écrite par Roger Lécureux et dessinée par Raphaël Marcello, qui paraît pour la première fois dans le no 703 du journal Pif Gadget (Vaillant no 1941) de septembre 1982.
Cette série est constituée de 38 épisodes d’une dizaine de planches chacun. La parution a été très étalée dans le temps car le dernier épisode ne paraît qu’en 1990, soit 8 ans après le premier. Pendant longtemps inédit en albums, Tarao est publié par Le Taupinambour depuis 2010 dans des recueils cartonnés de 5 à 7 épisodes.

## Synopsis
Tarao est un enfant de 12 ans qui vit seul à l’époque de la préhistoire. Devenu amnésique à l’âge de 9 ans, il parcourt le monde à la recherche d’autres « singes-à-peau-lisse ». Les trois derniers épisodes nous apprennent que Tarao n’est autre que le fils de Rahan.

## Publication

### Périodiques
1. Le Fils du Soleil (Pif Gadget no 703)
2. L’Impossible Poursuite (Pif Gadget no 706)
3. Le Piège de la rivière (Pif Gadget no 710)
4. Gora-Ka le terrifiant (Pif Gadget no 712)
5. Les Briseurs d’os (Pif Gadget no 716)
6. Le Secret des singes-qui-parlent (Pif Gadget no 721)
7. Le ciel est mort (Pif Gadget no 727)
8. Le Dernier Homme (Pif Gadget no 731)
9. Le Monstre du “Monde Bleu” (Pif Gadget no 734)
10. Le Gouffre du passé (Pif Gadget no 736)
11. La Plage de la peur (Pif Gadget no 738)
12. Tarao découvre enfin les Hommes (Pif Gadget no 741)
13. La Falaise de la mort (Pif Gadget no 745)
14. Les Cheveux au menton (Pif Gadget no 749)
15. Le Démon de cendres (Pif Gadget no 753)
16. Le Tombeau de granit (Pif Gadget no 758)
17. La Rencontre (Pif Gadget no 762)
18. Kaoka le géant (Pif Gadget no 766)
19. Le Bon et les Mauvais (Pif Gadget no 769)
20. Démon ou petit d’homme ? (Pif Gadget no 772)
21. Le Silence des ombres (Pif Gadget no 778)
22. Deux têtes de trop (Pif Gadget no 782)
23. Les Profanateurs (Pif Gadget no 787)
24. La Fille du marais (Pif Gadget no 792)
25. Le Clan des valheureux (Pif Gadget no 808)
26. Les Tueurs de morts (Pif Gadget no 813)
27. Les Éclairs et les Ombres (Pif Gadget no 818)
28. Pour une goutte de sang (Pif Gadget no 828)
29. La Piste du passé (Pif Gadget no 845)
30. La Montagne fendue (Pif Gadget no 857)
31. La Fureur des ombres (Pif Gadget no 876)
32. Ceux qui voulaient tuer le Soleil (Pif Gadget no 896)
33. Le Menhir de l’épouvante (Pif Gadget no 909)
34. Les Chasseurs à dix mains (Pif Gadget no 957)
35. Le Cauchemar de Tarao (Pif Gadget no 1103)
36. Le Peuple des enfants guerriers, partie 1 (Pif Gadget no 1112)
37. Le Peuple des enfants guerriers, partie 2 (Pif Gadget no 1113)
38. Le Peuple des enfants guerriers, partie 3 (Pif Gadget no 1114)

### Albums
Tomes 1 à 6, Éditions du Taupinambour, 2010-2011